# Erich Fischer (Musikwissenschaftler)
Erich Fischer (* 8. April 1887 in Kreuzlingen, Kanton Thurgau; † 22. Januar 1977 in Wahlwies bei Radolfzell, Baden-Württemberg) war ein Schweizer Musikwissenschaftler sowie Komponist. 

## Leben
Erich Fischer, Abiturient am Konstanzer Gymnasium, widmete sich in der Folge in Berlin einem Studium der Musikwissenschaften bei den Professoren Hermann Kretzschmar, Carl Stumpf sowie Max Friedlaender, das er 1909 mit dem Erwerb des akademischen Grades eines Dr. phil. abschloss. 1907 trat Fischer eine Assistentenstelle am Phonogrammarchiv des Psychologischen Instituts in Berlin an, zusätzlich schrieb er Aufsätze über exotische Musik für die Zeitschriften Anthropos sowie den Grenzboten. Seit 1910 bereiste Erich Fischer im Auftrag der Kommission zur Herausgabe der Denkmäler der Tonkunst Süddeutschland. In den Wintermonaten der Jahre 1911 bis 1913 wirkte er als Solorepetitor am Hoftheater in Hannover, wo 1913 seine romantische Spieloper Das heilige Käpplein uraufgeführt wurde.
Seit 1914 wandte sich Fischer der Wiederbelebung alter volkstümlicher Melodien zu. Erich Fischer schuf einfache Singspiele, die mehrere teils vergessene Musiknummern bekannter Komponisten, so von Mozart, Haydn, Bach oder Ditters von Dittersdorf, in einen neuen Text einpassen. Ferner unternahm der in München wohnhafte Erich Fischer mit dem von ihm sowie Gottfried Anders geleiteten Theater der musikalischen Komödien Erich Fischers, Tourneereisen durch ganz Deutschland. Musikalische Hauskomödien Fischers wurden überdies im Hörfunk gesendet, so 1925 in der Schlesischen Funkstunde u. a. mit Kaete Nick-Jaenicke.
Erich Fischer – er nahm sich der Förderung des Tonfilms an,  veranstaltete eine Deutsche Volksliederspende, die neue Volkslieder gesammelt und veröffentlicht hatte – übersiedelte später nach Wahlwies am Bodensee, wo der in der Jugenderziehung engagierte. 1947 gründete er mit  Adalbert Graf von Keyserlingk das dortige Pestalozzi Kinder- und Jugenddorf.

## Weitere Werke
- Die Musik der Chinesen. Dissertation. 1909.
- Dur und Moll. Ich heiße Dur ; ein lustiges lehrhaftes Singspiel. Musikverlag zum Pelikan, 1950.

## Ehrungen
- Am 4. August 1963 erhielt Erich Fischer den Verdienstorden der Bundesrepublik Deutschland (Bundesverdienstkreuz).[1]